# Regionaal natuurpark van de Avesnois

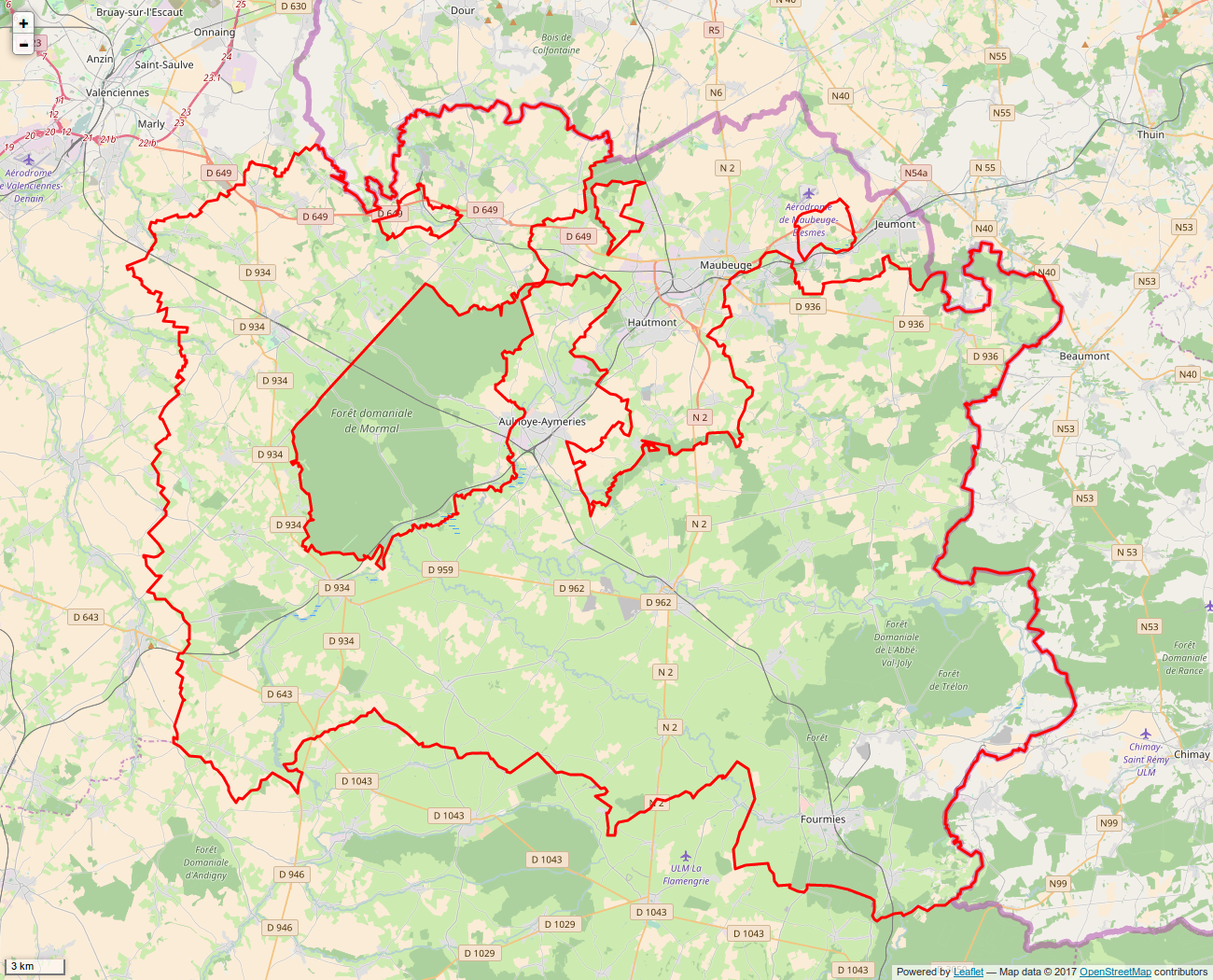
Kaart van het natuurpark

Het Parc naturel régional de l'Avesnois is een natuurpark in het Noorderdepartement van Frankrijk, rond de stad Avesnes-sur-Helpe, dicht bij de Belgische grens. Het regionaal natuurpark werd gecreëerd in 1998. Het glooiende landschap wordt er gekenmerkt door een bocagelandschap van weiden omsloten door heggen en bomenrijen. Verder maakt ook het bos van Mormal deel uit van het natuurpark. Het bezoekerscentrum van het park is gevestigd in Maroilles, in de voormalige schuur van een benedictijner abdij. Het gebied kreeg de bijnaam "Klein-Zwitserland van het noorden" (Petite Suisse du Nord). 
De streek is bekend voor haar Maroilleskaas op basis van koemelk. Deze kaas geniet van een bescherming appellation d'origine sinds 1955 en mag enkel geproduceerd worden in Avesnois en het naburige Thiérache.

## Afbeeldingen

Logo van het regionaal natuurpark
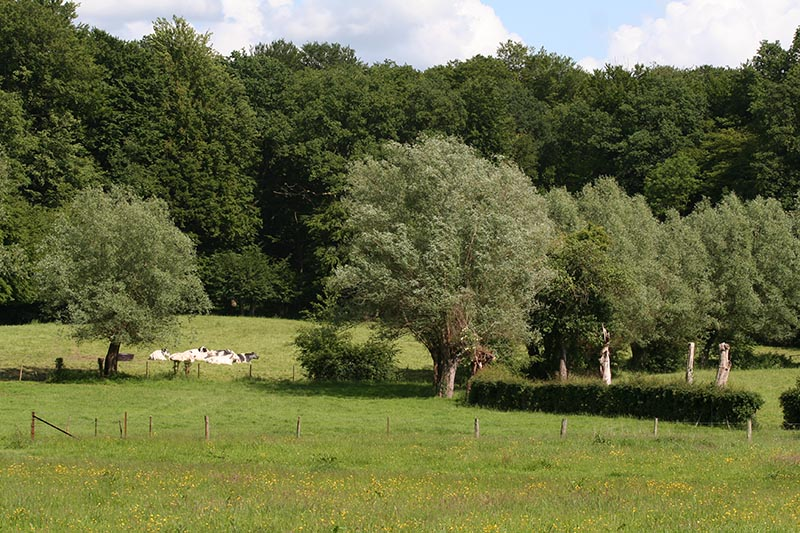
Typisch bocagelandschap van de Avesnois
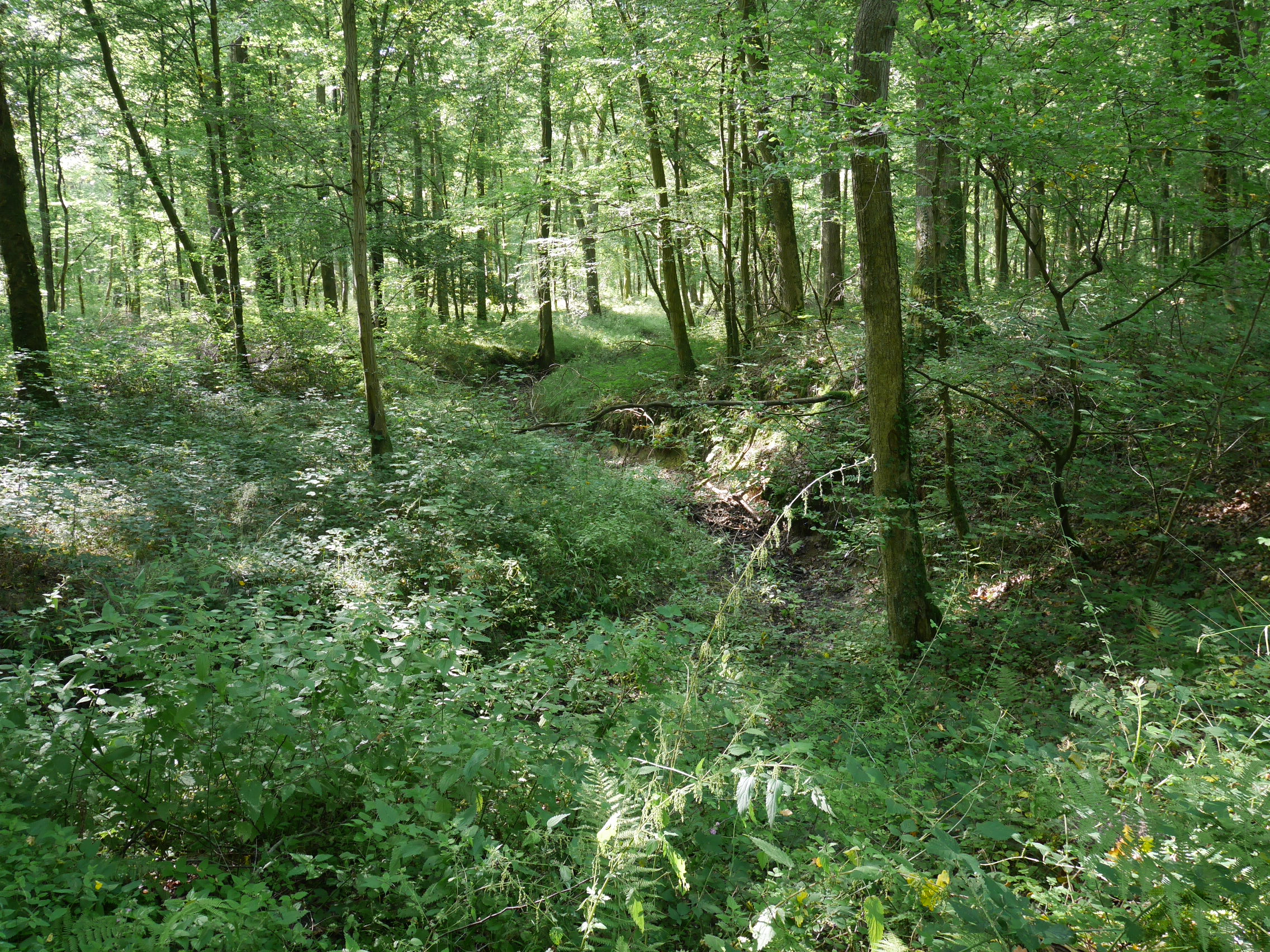
Bos van Mormal
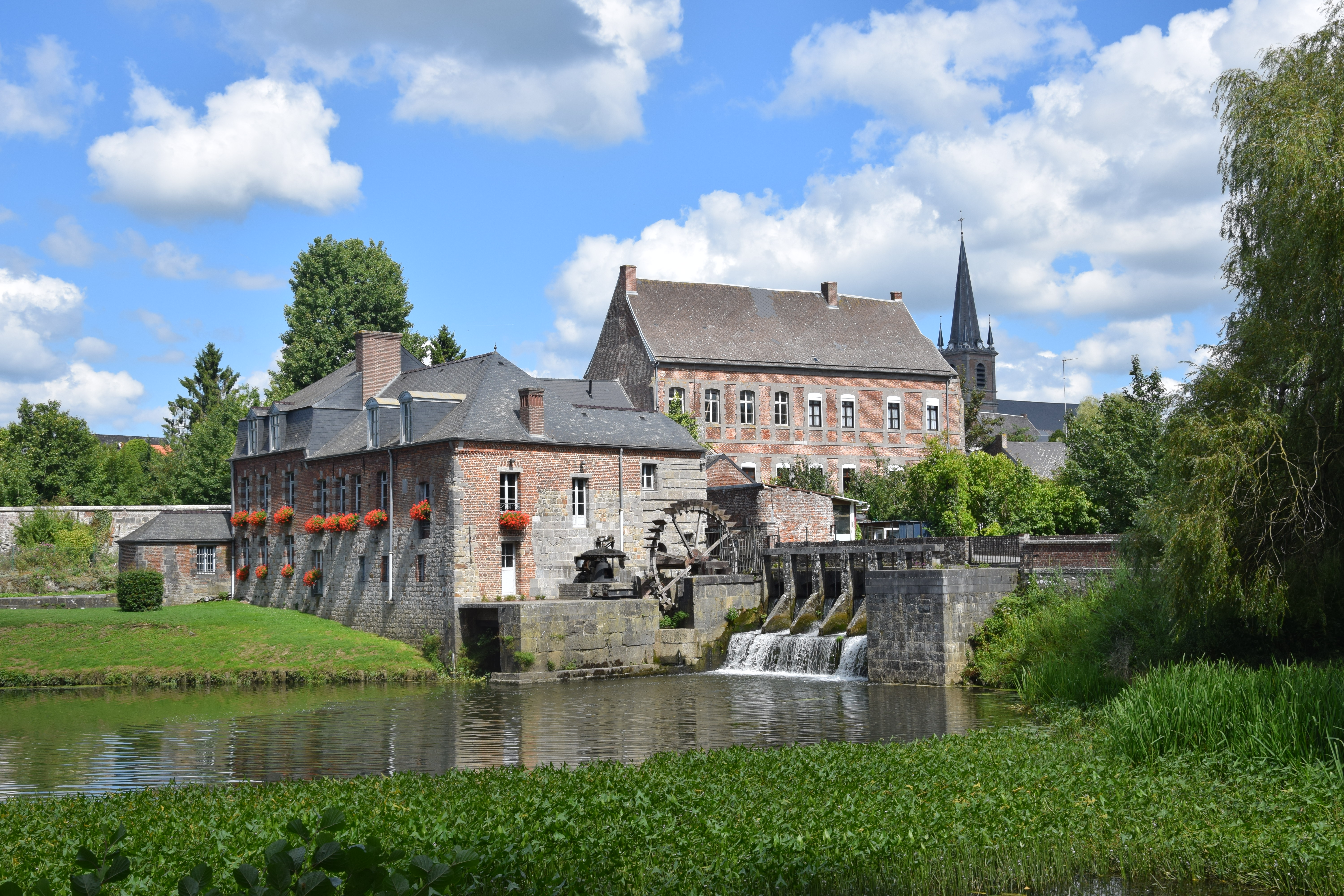
Watermolen van Maroilles